# Henrique Araújo
Henrique Pereira Araújo (Funchal, 19 de enero de 2002) es un futbolista portugués que juega como delantero en el S. L. Benfica de la Primeira Liga.

## Trayectoria
El 5 de marzo de 2019 firmó su primer contrato profesional con el S. L. Benfica "B". Debutó como profesional con el S. L. Benfica "B" en una derrota por 1-0 en la Segunda División de Portugal ante el G. D. Estoril Praia el 4 de octubre de 2020.
El 23 de enero de 2023 abandonó temporalmente la entidad lisboeta para jugar como cedido en el Watford F. C. lo que restaba de temporada. Las dos siguientes volvió a ser prestado, primero al F. C. Famalicão y después al F. C. Arouca.

## Estadísticas

### Clubes
Actualizado al último partido disputado el 3 de noviembre de 2024.
| Club                       | Div.          | Temporada     | Liga  | Liga  | Liga   | Copas nacionales | Copas nacionales | Copas nacionales | Copas internacionales | Copas internacionales | Copas internacionales | Total | Total | Total  |
| Club                       | Div.          | Temporada     | Part. | Goles | Asist. | Part.            | Goles            | Asist.           | Part.                 | Goles                 | Asist.                | Part. | Goles | Asist. |
| -------------------------- | ------------- | ------------- | ----- | ----- | ------ | ---------------- | ---------------- | ---------------- | --------------------- | --------------------- | --------------------- | ----- | ----- | ------ |
| S. L. Benfica "B" Portugal | 2.ª           | 2020-21       | 28    | 11    | 0      | —                | —                | —                | —                     | —                     | —                     | 28    | 11    | 0      |
| S. L. Benfica "B" Portugal | 2.ª           | 2021-22       | 26    | 15    | 2      | —                | —                | —                | —                     | —                     | —                     | 26    | 15    | 2      |
| S. L. Benfica "B" Portugal | 2.ª           | 2022-23       | 6     | 4     | 2      | —                | —                | —                | —                     | —                     | —                     | 6     | 4     | 2      |
| S. L. Benfica "B" Portugal | Total club    | Total club    | 60    | 30    | 4      | 0                | 0                | 0                | 0                     | 0                     | 0                     | 60    | 30    | 4      |
| S. L. Benfica Portugal     | 1.ª           | 2021-22       | 5     | 3     | 0      | 1                | 0                | 0                | 0                     | 0                     | 0                     | 6     | 3     | 0      |
| S. L. Benfica Portugal     | 1.ª           | 2022-23       | 5     | 0     | 0      | 4                | 0                | 0                | 5                     | 2                     | 0                     | 14    | 2     | 0      |
| S. L. Benfica Portugal     | Total club    | Total club    | 10    | 3     | 0      | 5                | 0                | 0                | 5                     | 2                     | 0                     | 20    | 5     | 0      |
| Watford F. C. Inglaterra   | 2.ª           | 2022-23       | 8     | 0     | 1      | ―                | ―                | ―                | ―                     | ―                     | ―                     | 8     | 0     | 1      |
| Watford F. C. Inglaterra   | Total club    | Total club    | 8     | 0     | 1      | 0                | 0                | 0                | 0                     | 0                     | 0                     | 8     | 0     | 1      |
| F. C. Famalicão Portugal   | 1.ª           | 2023-24       | 20    | 0     | 0      | 1                | 0                | 0                | ―                     | ―                     | ―                     | 21    | 0     | 0      |
| F. C. Famalicão Portugal   | Total club    | Total club    | 20    | 0     | 0      | 1                | 0                | 0                | 0                     | 0                     | 0                     | 21    | 0     | 0      |
| F. C. Arouca Portugal      | 1.ª           | 2024-25       | 7     | 2     | 0      | 1                | 1                | 0                | —                     | —                     | —                     | 8     | 3     | 0      |
| F. C. Arouca Portugal      | Total club    | Total club    | 7     | 2     | 0      | 1                | 1                | 0                | 0                     | 0                     | 0                     | 8     | 3     | 0      |
| Total carrera              | Total carrera | Total carrera | 105   | 35    | 5      | 7                | 1                | 0                | 5                     | 2                     | 0                     | 117   | 38    | 5      |

## Palmarés

### Títulos nacionales
| Título                | Club          | País     | Año  |
| --------------------- | ------------- | -------- | ---- |
| Primeira Liga         | S. L. Benfica | Portugal | 2023 |
| Supercopa de Portugal | S. L. Benfica | Portugal | 2025 |